# Forêt domaniale de Bonsecours
La forêt domaniale de Bon-Secours (ou Bonsecours), plus souvent dénommée « forêt de Bonsecours » est située à Condé-sur-l'Escaut et fait partie des massifs boisés de la région Nord-Pas-de-Calais, au sein du Parc naturel régional de Scarpe-Escaut (France) et du Parc naturel des Plaines de l'Escaut (Belgique), l'ensemble formant un parc naturel transfrontalier.

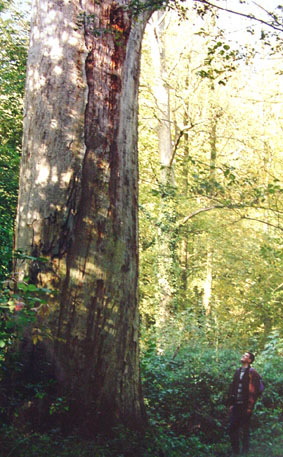
Chêne remarquable (aujourd'hui mort) de Bonsecours. Son fût est presque parfaitement tubulaire et rectiligne. Il pourrait être âgé de 700 à 800 ans

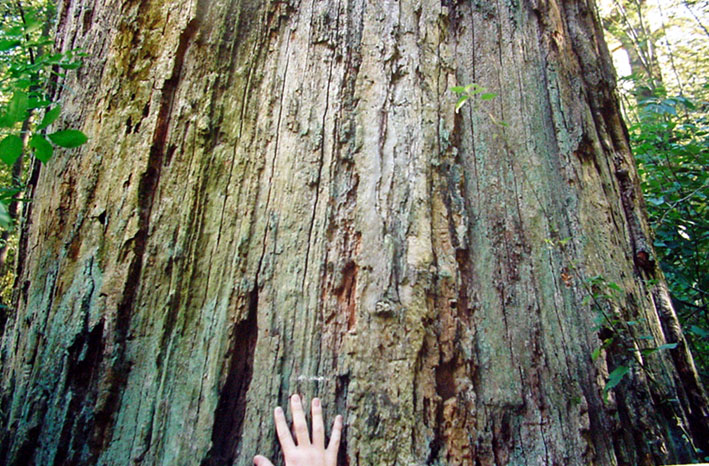
Tronc du vieux-chêne (la main qui donne l'échelle est celle d'une personne adulte)

C'est l'un des rares massifs qui soit « franco-belge » (il est situé - côté belge - dans la province de Hainaut sur l'entité communale de Péruwelz (village de Bon-Secours) avec le massif forestier dit de « l'Hermitage » et des bois privés, sur environ 1 200 ha (dont 392 ha classés zone Natura 2000). L'ensemble du massif (1 200 ha) est parfois nommé « Forêt de l'Hermitage ». Il couvre environ 607 hectares côté français.

C'est une relique de forêt ancienne, autrefois privée et devenue domaniale après la Première Guerre mondiale.

Le massif ne comprend pas de réserve naturelle.
Le massif a appartenu durant plusieurs siècles à la famille des ducs de Croÿ, avant d'être divisé entre la France et la Belgique par la frontière de 1815, et d'être un siècle plus tard domanialisé - côté français, en 1924 - à la suite de la Première Guerre mondiale. Cette forêt abrite encore le château de Bonsecours (un grand pavillon de chasse aussi dit « château de l'Hermitage » ou « château d'Emmanuel de Croÿ », ancienne propriété de la puissante famille de Croÿ).
La forêt, ou plus précisément l'ancienne lisière du parc du château, abrite aussi plusieurs arbres remarquables.

## Étymologie
Le nom « Bon-secours » peut évoquer un lieu secourable où l'on pouvait se cacher, un lieu où l'on pouvait trouver du secours, ou plus probablement un lieu de dévotion à un ou plusieurs saints ou saintes. On venait aussi tirer dans la région une eau censée guérir les maux des aveugles. Le nom du château (de l'Hermitage) peut laisser penser que des moines ermites ont pu autrefois vivre dans ce massif, mais il peut également s'agir d'une métaphore désignant le château comme lieu isolé pour la famille de Croÿ.

## Localisation et contexte géographique, biogéographique et géologique
Le massif situé entre Mons, Tournai et Valenciennes, au nord de la commune française de Condé-sur-Escaut, fait partie d'un ensemble à la fois situé en France, en région Nord-Pas-de-Calais (département du Nord), et en Belgique (« bois de Bon-Secours » et « bois de la Haie Donsart » côté belge).

C'est une « relique » de la forêt antique qui a recolonisé cette région il y a environ 10 000 ans (après la dernière glaciation).

Elle est aujourd'hui cernée par des zones urbanisées ou consacrées à l'agriculture (de plus en plus intensive depuis le début du XXe siècle).

 Elle pousse sur l'un des rares reliefs (très modéré ; de + 19 à + 43 m par rapport au niveau moyen de la mer) de la grande et riche plaine alluviale de l’Escaut.
Géologie, pédologie : Le massif couvre (et protège de l'érosion) un relief sableux, relique de l'époque tertiaire, daté du landénien, alors que le versant sud est recouvert de limons de plateaux (également sensibles à l'érosion et au tassement des sols). Quelques affleurements marneux apparaissent ponctuellement au sud-est du boisement.
Écologie du paysage: La forêt elle-même a été écologiquement fragmentée par un grand nombre de routes et chemins macadamisés et artificialisés au XXe siècle. À cause du développement des houillères, de la carbochimie et de l'industrie métallurgique les paysages périphériques ont été très fortement urbanisés, pollués et artificialisés au XIXe siècle.

Au nord de la forêt, la canalisation et rectification de l'Escaut et la construction du canal Nimy-Blaton-Péronnes durant la première partie du XIXe siècle et sa mise en communication avec la Meuse et son bassin ont bouleversé le réseau hydrographique et l'écologie des cours d'eau, notamment parce que mettant en communication directe plusieurs bassins versants qui ne l'étaient normalement pas, pas via le bassin de la Haine. Ces canaux industriels ont été des cibles durant les deux guerres (séquelles de guerre, zone rouge) et ils ont accumulé de grandes quantités de sédiments pollués et toxiques qu'il a fallu stocker ou épandre après les curages. Ils sont devenus des couloirs de dispersion d'espèces introduites et invasives (dont par exemple la moule zébrée sous l'eau et la renouée du Japon sur leurs berges) ; leurs berges artificielles n'ont plus permis aux animaux tombés à l'eau de pouvoir remonter et sont ainsi devenues un facteur majeur de fragmentation écologique de l'espace. La forte industrialisation et urbanisation a encouragé un éclairage artificiel qui a fortement perturbé l'environnement nocturne.

## Histoire
La région ayant connu une importante occupation préhistorique, on peut supposer que la forêt, relique de l'immense forêt charbonnière décrite par les chroniqueurs de l'Antiquité et Jules César lors de la Guerre des Gaules, a été exploitée par des hommes préhistoriques puis par les Gaulois.
Au haut Moyen Âge, alors que les forêts continuent à régresser dans tout l'Ouest de l'Europe, surtout depuis la conquête des Gaules par César, la zone de l'actuelle forêt de Bon-Secours semble relativement épargnée par les grands défrichements.

Le climat y a été plus chaud, avec une influence océanique probablement plus marquée à l'époque de l'invasion marine flandrienne, avec un maximum vers l'an 800.
La forêt a probablement maintes fois servi de refuge ou de lieux de combats, lors des passages de diverses armées ou troupes de pilleurs, notamment lors des batailles franco-flamandes du XIVe siècle et durant la guerre de Cent Ans.
Au début du XVIIIe siècle, alors que la forêt - hors forêts royales - avait presque disparu d'Europe de l'Ouest sous la pression de l'agriculture et de l'essartage, le massif feuillu de Bon-Secours était divisé entre quatre seigneuries ; celles de Condé, de Bailleul et de Briffoei du côté français et du comté de Hainaut côté belge. C'est ensuite la famille de Croÿ qui devint propriétaire de l'ensemble et qui y fit construire l'actuel château de l'Hermitage, un grand pavillon de chasse et de repos, de style classique, autour duquel on aménagea un parc paysager avec une grande pièce d'eau. Par héritage, la famille noble allemande d'Arenberg devint propriétaire du château, de son parc et des bois périphériques. Au titre des dommages de guerre après l'armistice de novembre 1918, cette famille fut contrainte d'abandonner ces biens qui devinrent pour une grande partie propriété publique, gérée par l'ONF côté français et par la Région wallonne côté belge.
Bien que frontalière, cette forêt a été épargnée par les grands aménagements militaires qui ont caractérisé l'Est de la France (ligne Maginot et autres forts militaires). Et durant la Seconde Guerre mondiale, à la différence d’autres zones utilisées pour y cacher des canons géants, des rampes de lancement de missiles V1 ou V2, ou des blockhaus géants (éperlecques, plateau d'Helfaut), ce massif a été relativement épargné, même si indirectement touché par les deux guerres mondiales. Il a moins souffert que d'autres massifs proches, tels que la Forêt de Raismes-Saint-Amand-Wallers ou celle de Mormal qui ont été dévastées ou surexploitées par les Allemands puis les Américains après les guerres mondiales du XXe siècle.
La forêt de Bonsecours semble avoir toujours produit un bois réputé de qualité, et jusqu’à l’apparition de la tronçonneuse et des scieries elle a fourni du travail à des charbonniers et de nombreux bûcherons et scieurs de long qui habitaient les communes voisines. Mais elle a surtout dans le passé été une réserve de chasse pour les seigneurs et ducs qui s'y sont succédé comme propriétaires, et qui ont construit dans la forêt ou non loin d'elle plusieurs châteaux de familles (une dizaine de châteaux environnent encore la forêt).

## Environnement, écologie
Intérêt : le ministère chargé de l'environnement a classé le site en ZNIEFF de type I (« modernisée » au 01/09/2007) pour ses intérêts patrimoniaux (faunistique, fongistique et floristique) mais aussi pour sa qualité écopaysagère et ses fonctions écologiques (habitat pour de nombreuses populations d'espèces animales et végétales, comme zone particulière de reproduction pour certaines espèces.
Description : selon la fiche ZNIEFF décrivant le massif, les communautés végétales forestières et pré-forestières abritent des végétations exprimant les diverses potentialités du site ou marquées par des modes d’exploitation variés : 
- « hêtraie-chênaie sessiliflore » (sur les sols secs et acides) ;
- « chênaie-frênaie hygrophile » poussant sur les sols plus calcaires (moins acides) ;
- « vallons » créés par de petits ruisseaux dont les abords abritent la Dorine à feuilles opposées ;
- chemins ensoleillés avec prairies forestières
- végétations amphibies (aquatiques et palustres) très originales abritant de nombreuses espèces « rares à peu communes ».

Recommandations : les scientifiques - via la fiche ZNIEFF - ont recommandé le maintien de parcelles de vieilles futaies feuillues afin de conserver la faune forestière ; de rares espèces de l’avifaune régionale se reproduisent ainsi dans la forêt de Bonsecours dont les divers habitats sont d’ailleurs complémentaires de ceux situés dans le massif belge attenant.
Classements : la richesse du massif a justifié son classement en Zone naturelle d'intérêt écologique, faunistique et floristique de type 1,.
Le massif fait aussi partie du réseau Natura 2000 et est donc un élément du réseau écologique paneuropéen.

C'est à ce titre un des éléments importants du sous-réseau forestier de la trame verte régionale et de la trame verte et bleue française (confirmée par le Grenelle de l'environnement en 2007).
Du point de vue phytosociologique, les espèces déterminantes sont :
- Maianthemum bifolium (L.) F.W.Schmidt ou maïanthème à deux feuilles (espèce protégée)
- Myriophyllum verticillatum L.
- Oenanthe aquatica (L.) Poir. ou œnanthe aquatique (espèce protégée)
- Polygonum minus Huds. ou renouée fluette
- Rorippa palustris (L.) Besser ou rorippe faux-cresson
- Scirpus sylvaticus L. ou scirpe des bois (espèce protégée)

...parmi la faune remarquable, le promeneur pourra notamment observer des papillons diurnes devenus rares :
- Apatura ilia (Denis & Schiffermüller, 1775) ou petit mars changeant
- Argynnis (Linnaeus, 1758) ou tabac d’Espagne
- Limenitis camilla (Linnaeus, 1764) ou petit sylvain
- Thecla betulae (Linnaeus, 1758) ou thècle du bouleau

...des amphibiens tels que la grenouille rousse ou tels que :
- Pelophylax lessonae (Camerano , 1882) grenouille de Lessona (espèce protégée)
- Triturus alpestris (Laurenti, 1768) ou triton alpestre (espèce protégée)
- Triturus cristatus (Laurenti, 1768)ou triton crêté (espèce protégée)

Qualité de l'eau, de l'air et des sols : peu de données semblent disponibles.
Évolutions : grâce à une gestion sylvicole privée plutôt de type "proche de la nature" (gestion en futaie jardinée, sans coupe rase, basée sur une régénération continue, bien que poussant sur des sols localement pauvres et acides. Le massif est cependant assez intensivement exploité et donc très appauvri en bois-mort, en dépit d'un chêne-relique, réputé le plus gros et vieux de la région qui est récemment mort, mais qui a été conservé debout. Le massif est néanmoins riche en champignons, ce qui explique la pauvreté des espèces saproxylophages et la relative pauvreté en champignons forestiers et localement en humus forestier. Pour ces raisons, et à cause du drainage et d'une fréquentation élevée dans le centre du massif, ce massif n’exprime probablement pas tout son potentiel écologique.
Arbres remarquables :
- Le chêne de Bonsecours est aujourd'hui mort, après que ses vieilles grosses branches maîtresses dont certaines dépérissaient ont été - à la fin du XXe siècle - coupées pour « mise en sécurité » du public. Mais son tronc se dresse encore près du château. Il est réputé être l'un des plus gros chênes qui aient été conservés dans le nord de la France, si ce n'est le plus important (en diamètre). Il aurait entre 700 et 800 ans selon les estimations et était déjà considéré comme remarquable au XIVe siècle.
- un séquoia a été planté dans le parc à la fin du XIXe siècle. Il se dresse, isolé, au centre d'un rond-point forestier enherbé à la croisée de plusieurs chemins aujourd'hui réservés aux piétons et cyclistes, dans l'ancien parc du château. Bien qu'encore jeune pour son espèce, bien exposé à la lumière, à plus de 120 ans son diamètre dépassait déjà 5,20 m et sa hauteur 45 m[4]. Pour sa bonne conservation, il est recommandé de ne pas piétiner le sol à ses pieds et de ne pas en gratter l'écorce pelucheuse.

### État, pressions, menaces
- Le faible taux régional de boisement (7 à 8 % selon les manières de mesurer, soit environ quatre fois moins que le taux national qui est de 27 %) du Nord-Pas-de-Calais explique la relativement forte fréquentation de ce massif. La surfréquentation et le dérangement peuvent localement être des facteurs de dégradation écologique.
- Les routes étant nombreuses et pour l'une d'elles assez fréquentée (axe Condé-sur-l'Escaut - Bon-Secours), des animaux appartenant à des espèces protégées, menacées ou en forte régression (crapaud commun, grenouilles, salamandres) meurent écrasés ou blessés sur les routes (là où ils n’ont pas déjà disparu), faute de batrachoduc (écoduc spécialisé pour les amphibiens).
- Le massif est cerné à l'ouest, au sud et au sud-ouest par des zones urbanisées ou de périurbanisation. Il est dans ces zones touché par le phénomène de pollution lumineuse qui affecte les espèces nécessitant un environnement nocturne de qualité (chauve-souris, lucioles, papillons de nuit, chouettes, hiboux, amphibiens, etc.)
- Chasse : les baux de chasse sont une source de revenu important pour l'ONF[Qui ?]. Dans la forêt on chasse le petit gibier (faisans d’élevage) et les sangliers et chevreuils (agrainés). En dépit de la taille du massif, les cerfs y ont disparu depuis plusieurs siècles. Le plomb de chasse, comme le plomb perdu par les munitions de guerre, peut être source de plomb dans les champignons et de saturnisme chez certains animaux de la forêt, surtout dans ses parties les plus acides.

## Aspects sanitaires
Comme dans les autres forêts régionales, on a constaté une mortalité quasi totale des ormes dans les années 1970-1980.

On a aussi constaté depuis les années 1970 une augmentation régulière du nombre de tiques, susceptibles d’être vecteur de la maladie de Lyme.

Des mortalités par saturnisme aviaire sont également possibles (à la suite de l'ingestion de plomb de chasse ou de pêche).

## Tourisme, aménités
De nombreux visiteurs, randonneurs, cyclistes, écoliers, habitants locaux, quelques cavaliers, chasseurs et cueilleurs de champignons profitent du massif, dont la qualité paysagère est d'autant plus appréciée que l'espace régional est fortement urbanisé et pauvre en boisements.

Le Réseau RAVeL (Réseau autonome de voies lentes), liaisons douces (piétons, cyclistes, cavaliers) permet en Région wallonne (Belgique) de se promener notamment sur des chemins de halage des canaux et sur d'anciennes voies ferrées...

La "Maison du Parc naturel" s'est établie côté belge dans la cité de Bonsecours où l'on peut aussi visiter la basilique Notre-Dame de Bonsecours (de style néogothique, autrefois dite Notre-Dame-du-chêne-entre-deux-bois, et classée depuis janvier 2001). Un parcours sportif a été ouvert en forêt côté belge, dont le départ est situé près de la « Plaine des Sapins ».
Attention, la forêt est territoire de chasse : lors des actions de chasse à balle, tout ou partie du massif peut être fermé au public pour limiter les risques d'accidents par balle perdue.

## Gestion
Elle est assurée par l'ONF, en mode dominant de futaie jardinée.

### Aménagements
Ce massif a depuis plusieurs siècles fait l’objet d’une exploitation plutôt plus extensive que la moyenne, mais en raison de la présence du château et d'une grande route conduisant à la commune voisine (D935), il est relativement fragmenté (fragmentation écologique). *
Comme ailleurs en région et en France, la conduite en taillis ou taillis sous futaie qui dominait souvent les bois jusqu'au XIXe siècle, a été réorientée depuis quelques décennies vers la production de grands troncs de futaies. Mais l'ONF a maintenu une gestion plus jardinée qu'ailleurs en région où la futaie régulière domine souvent. La régénération naturelle y est favorisée et c'est l'un des deux massifs régionaux qui depuis l'an 2000 ont fait l'objet de démonstration de débardage par câble-mât (avec financements du Conseil Régional et du Conseil général), méthode qui respecte le mieux les sols fragiles de ce massif. L'autre expérience, la première en région, s'était déroulée en Forêt de Mormal.

### Gestion de la chasse
La chasse est en France une source de revenus importants pour l'ONF. Dans l'esprit du gestionnaire, elle vise aussi à maintenir ou retrouver les « équilibres sylvo-cynégétiques » qui ont été localement perturbés par un agrainage excessif, ou des plans de chasse qui ont favorisé de fortes augmentations (certains parlent de pullulation) de sangliers et de chevreuils, lesquels peuvent s'ils sont trop nombreux freiner ou empêcher la bonne régénération naturelle de la forêt et contribuer à véhiculer des maladies transportées par les tiques qu'ils véhiculent.
Au moment de la chasse au grand gibier, les accès à la forêt peuvent être fermés. Plusieurs routes sont fermées aux véhicules toute l’année, ce qui offre une meilleure tranquillité aux animaux (hors période de chasse).

### Protection
Le site présente un intérêt européen et est pour tout ou partie du massif concerné par :
- Natura 2000, avec côté belge 289 ha classés dans la commune de Bernissart et 103 ha dans Péruwelz
- Directive oiseaux
- Classement en Zone ND[pas clair]  du plan d'occupation des sols

## Cinéma
- Forêts de Wallonie (1985) de Jean Delire, documentaire de 30 minutes, tourné dans les forêts de Bonsecours, de Saint-Hubert et d'Eupen[5].